# Newburgh (Fife)
Newburgh è un villaggio del Fife, Scozia, Regno Unito con una popolazione di 2 040 abitanti al 2004, situato nel Firth of Tay, a circa 11 km da Ladybank.
Attualmente la maggior parte della sua popolazione attiva svolge la propria attività lavorativa presso i centri maggiori vicini.